# واکنش پرکاو
واکنش پرکاو (به انگلیسی: Perkow reaction) واکنش شیمیایی آلی است که طی آن تری‌آلکیل فسفیت استر با یک هالوکتون واکنش داده و تشکیل یک دی‌آلکیل وینیل فسفات و یک هالوآلکان را می‌دهد.

## سازوکار واکنش
سازوکار واکنش پرکاو به صورت زیر است: